# The Omega Man
The Omega Man (bra: A Última Esperança da Terra; prt: O Último Homem na Terra) é um filme estadunidense de 1971, dos gêneros suspense e ficção científica, dirigido por Boris Sagal, com roteiro de John William Corrington e Joyce H. Corrington baseado no romance I Am Legend, de Richard Matheson, publicado em 1954.

## Elenco
- Charlton Heston como Robert Neville
- Anthony Zerbe como Matthias
- Rosalind Cash como Lisa
- Paul Koslo como Dutch
- Eric Laneuville como Richie
- Lincoln Kilpatrick como Zachary

## Sinopse
No ano de 1975, uma guerra biológica entre a China e a União Soviética provoca uma praga bactereológica que elimina a maioria da população humana da Terra. O coronel do exército e cientista americano Robert Neville é contaminado mas consegue se salvar a tempo ao aplicar em si mesmo uma vacina que pesquisava juntamente com o exército.
Os humanos sobreviventes sofreram mutações que os impedem de viver durante o dia. Um grupo desses mutantes que se autodenomina "A Família" persegue Neville pois o consideram o último resquício do velho mundo que levou a destruição da Humanidade. Enquanto os mutantes repudiam o uso da tecnologia moderna, se valendo apenas de armas antigas como tochas e catapultas, Neville enfrenta os ataques noturnos com um arsenal de armas modernas que ele guarda em seu antigo lar, agora transformado em um bunker.
Neville anda durante o dia na cidade silenciosa tentando localizar e exterminar os mutantes, pensando que é o único humano normal ainda vivo na face da Terra. Mas ele logo descobrirá estar enganado quando encontra com um grupo de pessoas que vivem isoladas nas montanhas.